# Nachyn Mongush
Nachyn Olzeyevich Mongush (en ruso: Начын Олзеевич Монгуш; 28 de enero de 2000) es un deportista ruso que compite en lucha libre. Ganó dos medallas en el Campeonato Europeo de Lucha, en los años 2021 y 2025, ambas en la categoría de 57 kg.

## Palmarés internacional
| Campeonato Europeo | Campeonato Europeo      | Campeonato Europeo | Campeonato Europeo |
| Año                | Lugar                   | Medalla            | Categoría          |
| ------------------ | ----------------------- | ------------------ | ------------------ |
| 2021               | Varsovia (Polonia)      | Medalla de plata   | 57 kg              |
| 2025               | Bratislava (Eslovaquia) | Medalla de oro     | 57 kg              |